# اشکان کمانگری
اشکان کمانگری (زادهٔ ۲۰ شهریور ۱۳۶۳ در گرگان)، خواننده آواز سنتی ایرانی است. او با اجراهایش در گروه آوازی تهران، ارکستر ملی ایران و همچنین اجرای بخش‌هایی از آواز ایرانی در مستند فرانسوی خانه به آهنگسازی آرماند آمار شناخته می‌شود.

## ‌زندگی‌نامه
کمانگری در گرگان به دنیا آمد. موسیقی را از کودکی با فراگیری سنتور آغاز کرد و در نوجوانی به آواز ایرانی علاقه‌مند شد. او که در رشتهٔ مهندسی عمران دانشگاه صنعتی شریف تحصیل کرده‌است، زیر نظر حمیدرضا نوربخش، مظفر شفیعی و محمدرضا شجریان، آواز سنتی آموخت. اولین آلبوم او به نام زرد سرخ ارغوانی در سال ۱۳۸۴ منتشر شد. کمانگری تاکنون با گروه‌هایی همچون گروه خورشید، همساز، گروه آوازی تهران و ارکستر ملی ایران همکاری داشته‌است و کنسرت‌هایی نیز در کشورهای انگلستان، فرانسه، بلژیک، تونس و تاجیکستان به‌روی صحنه برده‌است.
همچنین کنسرت نمایش سی‌صد کاری از سهراب پورناظری و کارگردانی تهمورس پورناظری و با بازی بهرام افشاری، بهرام رادان، گوهر خیراندیش و نوید محمدزاده نیز با خوانندگی اشکان کمانگری در تابستان ۱۴۰۳ در فضای باز کاخ سعدآباد به روی صحنه رفت.

## اجرا در برنامه هماهنگ
اشکان کمانگری در هیئت انتخاب برنامه هماهنگ (فصل مقدماتی) داوری می‌کند.

## آثار

### آلبوم‌ها
1. زرد سرخ ارغوانی[۷]
2. آواز سکوت (با آهنگسازی امیرحسین سام)[۸]
3. بادآباد
4. رخت بنما (با آهنگسازی سیامک جهانگیری)
5. دریچه‌ای به بی‌کرانگی[۹]
6. در آینه (با آهنگسازی حسین بهروزی‌نیا)[۱۰]
7. مرا آواز دادی (با آهنگسازی محمدجواد ضرابیان)[۱۱][۱۲]
8. قطعهٔ فارسی مستند خانه (تِرک ۱۸) (با آهنگسازی آرماند آمار) - ۲۰۰۹[۱۳]
9. عشق را پایان نیست (همراه حجت اشرف‌زاده)

### اجراها
1. گروه سایه، دانشگاه سوآس لندن - ۱۳۸۴
2. گروه هنرمندان موسیقی ایران فستیوال Tozer، تونس - ۱۳۸۶
3. کنسرت و کارگاه آواز ایرانی در موزه que brandly، پاریس - ۱۳۸۸
4. گروه خورشید، تالار وحدت - ۱۳۹۴
5. گروه آوازی تهران، تالار اندیشه - ۱۳۹۶
6. گروه هنرمندان موسیقی ایران، فستیوال Sacred هند - ۱۳۹۷
7. ارکستر ملی ایران، دلشدگان، حسین علیزاده - ۱۴۰۰
8. ارکستر سازهای ملی، رامشگران، فرهاد فخرالدینی تالار وحدت - ۱۴۰۰